# Ballentine
Ballentine je priimek več oseb:
- George Cecil Ballentine, britanski general
- John Steventon Ballentine, britanski general